# Berdeniella ordesica
Berdeniella ordesica är en tvåvingeart som beskrevs av Wagner 1977. Berdeniella ordesica ingår i släktet Berdeniella och familjen fjärilsmyggor. Inga underarter finns listade i Catalogue of Life.